# Giorgos Koudas
Giorgos Koudas (en griego: Γιώργος Κούδας), (Tesalónica, Grecia, 23 de noviembre de 1946) es un exfutbolista griego, considerado uno de los mejores futbolistas griegos de la historia, desempeñó toda su carrera deportiva en el PAOK de Salónica.

## Selección nacional
Koudas jugó 43 partidos en la selección de fútbol de Grecia, anotando cuatro goles, entre 1967 y 1982. 
Después de retirarse, Koudas hizo una última aparición para el equipo nacional en un amistoso contra Yugoslavia el 20 de septiembre de 1995. Eso lo convirtió en el jugador internacional más viejo (a los 48 años) hasta que George Weah (a los 51) batió el récord en septiembre de 2018.

### Participaciones en Eurocopas
| Copa          | Sede   | Resultado     |
| ------------- | ------ | ------------- |
| Eurocopa 1980 | Italia | Primera ronda |

## Clubes
| Club          | País   | Año       |
| ------------- | ------ | --------- |
| PAOK Salónica | Grecia | 1963-1984 |

## Palmarés

### Títulos nacionales
| Título              | Club             | País   | Año     |
| ------------------- | ---------------- | ------ | ------- |
| Copa de Grecia      | PAOK de Salónica | Grecia | 1971–72 |
| Copa de Grecia      | PAOK de Salónica | Grecia | 1973–74 |
| Superliga de Grecia | PAOK de Salónica | Grecia | 1975-76 |

- Datos: Q1373160